# Damla Sönmez
Damla Sönmez, all'anagrafe Tilya Damla Sönmez (Istanbul, 3 maggio 1987), è un'attrice e doppiatrice turca.

## Biografia
Damla Sönmez è nata il 3 maggio 1987 a Istanbul (Turchia), ha dichiarato di essere di origine abcasia da parte di madre, Figen Sönmez e di origine turca e circassa da parte di padre, Muammer Sönmez.

## Carriera
Damla Sönmez dopo essersi diplomata presso la Joseph Fransız Lisesi, ha iniziato la sua formazione teatrale presso l'Università della Sorbona di Parigi. Dopo aver studiato per un anno a Parigi ha ottenuto una borsa di studio presso il dipartimento di belle arti dell'Università di Yeditepe a Istanbul. Ha anche frequentato il laboratorio di recitazione contemporanea scuola d'arte drammatica di Jillian O'Dowd a Londra. Ha studiato violino part-time per due anni e pianoforte per un anno alla Università di Belle Arti Mimar Sinan e ha studiato con Stuart Burney presso la Black Nexxus Academy di New York.
Nel 2009 ha recitato nel film Bornova Bornova diretto da Inan Temelkuran e in seguito ha vinto il premio come Miglior attrice non protagonista al 46° Antalya Golden Orange Film Festival, insieme ad altri premi come Sadri Alışık Awards e ad Ankara Flying Broom International Women's Film Festival, dal quale nel 2015 è diventata la giovane presidente del festival. Ha vinto il premio come Miglior attrice al Milano International Film Festival Awards (MIFF Awards) per il ruolo di Damla nel film Deniz Seviyesi.
Nella sua carriera televisiva, ha interpretato ruoli secondari nelle serie di successo Emret Komutanım, Gece Gündüz e Türkan. Un punto di svolta nella sua carriera televisiva è stato quando è stata scelta per interpretare il ruolo di una sposa che soffre di perdita di memoria nella serie Şubat. Il suo primo ruolo da protagonista è stato nella serie Bir Aşk Hikayesi, un adattamento della serie sudcoreana Mi-anhada, saranghanda, dove ha interpretato il ruolo di Ceylan accanto all'attore Seçkin Özdemir.
Nel 2014 ha recitato nella serie Güllerin Savaşı nei panni di Gülru, accanto all'attore Canan Ergüder. Nel 2017 ha interpretato il ruolo principale nella serie antologica di BluTV 7 Yüz.
Dal 2019 al 2021 è entrata a far parte del cast della terza e della quarta stagione della serie Çukur interpretando il ruolo di Efsun Kent, un personaggio che ha attirato molta attenzione da parte dei media. Per la serie ha cantato molte canzoni turche classiche come parte del suo ruolo, tra cui Durdurun Dünyayı, Su Ver Leyla, Sen Affetsen Ben Affetmem, Sorma e Son Mektup.
Nel 2020 ha interpretato il ruolo di Ana nella miniserie storica di Netflix L'Impero Ottomano (Rise of Empires: Ottoman). Nel 2021 è entrata a far parte del cast della seconda stagione della serie di successo di BluTV Saygı, nel ruolo del pubblico ministero Arya Şahin. Nel 2021 e nel 2022 ha ricoperto il ruolo di Dilruba nella serie Aziz, accanto all'attore Murat Yıldırım.

## Filmografia

### Attrice

#### Cinema
- Kampüste Çıplak Ayaklar, regia di Cansel Elcin (2009)
- Bornova Bornova, regia di Inan Temelkuran (2009)
- Çakal, regia di Erhan Kozan (2010)
- Mahpeyker - Kösem Sultan, regia di Tarkan Özel (2010)
- Ultima fermata di Kurtulus (Kurtulus Son Durak), regia di Yusuf Pirhasan (2012)
- Uzun Hikâye, regia di Osman Sinav (2012)
- Sen Aydınlatırsın Geceyi, regia di Onur Ünlü (2013)
- Deniz Seviyesi, regia di Nisan Dag e Esra Saydam (2014)
- Ayla - La figlia senza nome (Ayla), regia di Can Ulkay (2017)
- Taksim Hold'em, regia di Michael Onder (2017)
- Sibel, regia di Guillaume Giovanetti e Çagla Zencirci (2018)
- I Am You, regia di Sonia Nassery Cole (2019)
- Ilk Adim: 1919, regia di Abdullah Oguz (2019)
- Maviye Sürgün, regia di Nezaket Coskun (2023)

#### Televisione
- Camdan Pabuçlar – serie TV (2004)
- Omuz Omuza – serie TV (2004)
- Ince Haci, regia di Zeynep Tor – film TV (2004)
- Kapıları Açmak – miniserie TV (2005)
- Pertev Bey'in Üç Kizi – serie TV (2006)
- Şarkılar Susmasın – serie TV (2006)
- Sahte Prenses – serie TV, 3 episodi (2006)
- Fırtınalı Aşk – serie TV (2006-2007)
- Emret Komutanım – serie TV (2008)
- Gece Gündüz – serie TV, 29 episodi (2008-2009)
- Türkan – serie TV, 4 episodi (2010)
- Dinle Sevgili – serie TV (2012)
- Şubat – serie TV, 32 episodi (2012-2013)
- Bir Aşk Hikayesi – serie TV, 32 episodi (2013-2014)
- Güllerin Savaşı – serie TV, 32 episodi (2014-2016)
- Aşk ve Gurur – serie TV, 6 episodi (2017)
- 7YUZ – miniserie TV, 1 episodio (2017)
- Masum Değiliz – serie TV, 6 episodi (2018)
- Çukur – serie TV, 65 episodi (2019-2021)
- Alev Alev – serie TV, 1 episodio (2020)
- Aziz – serie TV, 24 episodi (2021-2022)

#### Web TV
- 7 Yüz – web serie (BluTV, 2017)
- L'Impero Ottomano (Rise of Empires: Ottoman) – miniserie web, 6 episodi (Netflix, 2020)
- Saygı – web serie, 16 episodi (BluTV, 2020-2021)

#### Cortometraggi
- The Irony Series 1: Hope, regia di Burhan Altinsoy (2008)
- Alala, regia di A. Baturay Tavkul (2011)
- Korkuluk, regia di Adem Demirci (2011)
- The Cut (Kesik), regia di Ozan Takis (2019)
- Brigitte (2020)

### Doppiatrice

#### Voce narrante
- Kazlar - Sabahattin Alia sull'applicazione Boodio app (2020)
- Ben Kirke - Madeline Miller sull'applicazione Storytel (2020)
- Kadimzamanlar ve Diğer Vakitler - Olga Tokarczuk sull'applicazione Storytel (2020)

#### Cortometraggi
- Don't Get Me Wrong But (Yanlış Anlamazsan Bir Şey Sormak İstiyorum), regia di Ali Tansu Turhan (2020)
- The Second Night (İkinci Gece), regia di Ali Tansu Turhan (2020)

## Teatro

### Attrice
- Yalnız Batı di Martin McDonagh, diretto da Serkan Üstüner (2012)
- Savaş di Lars Noren, diretto da Serdar Biliş (2014)
- Parçacıklar di Nick Payne, diretto da Tamer Can Erkan (2016)
- Hamlet di William Shakespeare, diretto da İbrahim Çiçek (2021)

### Assistente alla regia
- Sürmanşet di Sinan Tuzcu, diretto da Arif Akkaya (2008)

### Coordinatrice del progetto
- Bi Parça Plastik di Marius von Mayenburg, diretto da Sündüz Haşar (2017)

### Ideazione del progetto e drammaturgia
- Alışveriş ve S***ş / Shopping and F***ing di Mark Ravenhill, diretto da Murat Daltaban (2009)

## Programmi televisivi
- O Ses Türkiye Yılbaşı Özel (TV8, 2021)

## Spot pubblicitari
- Orkid (2004)
- LCW - Geri Sayım Başladı (2016)
- Becel - Kalbini Sev (2017)
- Doğadan (2017)
- Modacruz (2017)
- Vestel (2017)
- Bosch (2019)
- L'Oréal Paris (2020)
- Biscolata (2021)

## Doppiatrici italiane
Nelle versioni in italiano dei suoi film e delle sue serie TV, Damla Sönmez è stata doppiata da:
- Myriam Catania[30] in Ayla - La figlia senza nome[31]
- Mattea Serpelloni[32] ne L'Impero Ottomano[33]

## Riconoscimenti
- Adana Film Festival
  - 2014: Vincitrice come Miglior attrice per il film Deniz Seviyesi
  - 2018: Vincitrice come Miglior attrice per il film Sibel

- Ankara Flying Broom International Women's Film Festival
  - 2010: Vincitrice come Miglior attrice per il film Bornova Bornova

- Antalya Golden Orange Film Festival
  - 2009: Vincitrice come Miglior attrice non protagonista per il film Bornova Bornova

- Asia Pacific Screen Awards
  - 2018: Candidata come Miglior interpretazione di un'attrice per il film Sibel

- Florence Film Awards
  - 2020: Vincitrice come Miglior attrice per il film I Am You

- International Izmir Film Festival
  - 2020: Candidata come Miglior attrice non protagonista in una miniserie televisiva digitale per L'Impero Ottomano (Rise of Empires: Ottoman)

- Kayseri Film Festival
  - 2018: Candidata come Miglior attrice per il film Taksim Hold'em

- London Film Week
  - 2018: Vincitrice come Miglior interpretazione per il film Sibel

- Milano International Film Festival Awards (MIFF Awards)
  - 2015: Vincitrice come Miglior attrice per il film Deniz Seviyesi

- Sadri Alisik Theatre and Cinema Awards
  - 2010: Vincitrice del Premio per l'attrice promettente per il film Bornova Bornova
  - 2019: Vincitrice come Miglior interpretazione di un'attrice in un film drammatico per Sibel

- Seattle International Film Festival
  - 2019: Vincitrice come Miglior attrice per il film Sibel

- Turkish Film Critics Association (SIYAD) Awards
  - 2009: Candidata come Miglior attrice non protagonista per il film Bornova Bornova
  - 2013: Candidata come Miglior attrice non protagonista per il film Sen Aydinlatirsin Geceyi
  - 2019: Vincitrice come Miglior attrice per il film Sibel

- Yesilcam Awards
  - 2009: Candidata come Miglior giovane talento per il film Bornova Bornova
  - 2010: Candidata come Miglior giovane talento per il film Mahpeyker - Kösem Sultan